# Верхние Карьявды
Верхние Карьявды (баш. Үрге Ҡаръяуҙы) — село в Чекмагушевском районе Республики Башкортостан Российской Федерации. Входит в состав Новобалтачевского сельсовета. 

## География

### Географическое положение
Расстояние до:
- районного центра (Чекмагуш): 24 км,
- центра сельсовета (Новые Карьявды): 2 км,
- ближайшей ж/д станции (Буздяк): 69 км.

## История
В «Списке населенных мест по сведениям 1870 года», изданном в 1877 году, населённый пункт упомянут как деревня Верхние Карьявды (Старые Карьявды, Кар-яуды) 4-го стана Белебеевского уезда Уфимской губернии. Располагалась при речке Учбуле, по левую сторону просёлочной дороги из Белебея в Бирск, в 130 верстах от уездного города Белебея и в 30 верстах от становой квартиры в деревне Курачева. В деревне, в 103 дворах жили 566 человек (280 мужчин и 286 женщин, татары, башкиры), была мечеть.

## Население
| 2002 | 2009 | 2010 |
| ---- | ---- | ---- |
| 58   | ↘43  | ↘34  |

Национальный состав
Согласно переписи 2002 года, преобладающие национальности — татары (57 %), башкиры (43 %).